# メイ・ホイットマン
メイ・ホイットマン（Mae Margaret Whitman, 1988年6月9日 - ）は、アメリカ合衆国の声優・女優。
声優としての代表作は『ティンカー・ベル』シリーズ（ティンカー・ベル）、『アバター 伝説の少年アン』（カタラ）、『アメリカン・ドラゴン』（ローズ/ハンツガール）。俳優としての代表作は『アレステッド・ディベロプメント』（Ann Veal,）など。

## 人物
カリフォルニア州ロサンゼルスで、声優パット・ムシックとマネージャーで舞台監督のジェフ・ホィットマン（Jeff Whitman）の間に生まれた。母親がオーディションに応募させた Tyson Chicken のCMで声優デビューを飾った。
4歳の時、『男が女を愛する時』でメグ・ライアンの演じるキャラクターの末娘ケイシー役として映画デビューした。
『インデペンデンス・デイ』では合衆国大統領の娘を演じ、『素晴らしき日』でジョージ・クルーニーの演じるキャラクターの娘役を演じ、『微笑みをもう一度』ではサンドラ・ブロックの演じるキャラクターの娘役を演じた。
『フレンズ』第3シーズン第10話「レイチェルのトラバーユ」でゲスト出演した1996年、彼女はロサンゼルスの私立学校 Ribét Academy に入学した。
2004年にFocus on the Familyの 『The Last Chance Detectives』のオーディオケースで、Navajo Wynonna "Winnie" Whitefeatherを演じた。
2006年にはFXのテレビ番組『Thief』にNick Atwater (アンドレ・ブラウアー)の養女役で出演。また、『キングダムハーツ2』（ユフィ・キサラギ）や、『ダージュ オブ ケルベロス ファイナルファンタジーVII』、 『The Legend of Spyro: The Eternal Night』（Cynder）といったコンピュータゲーム作品にも声優として出演した。
ABCの『グレイズ・アナトミー 恋の解剖学』ではヘザーという重度の背骨の湾曲に苦しむ17歳の少女としてゲスト出演し、『デスパレートな妻たち』ではジュリーの破廉恥な友人を演じた。
『地上最強の美女バイオニック・ジェミー』のリメイク版である『BIONIC WOMAN バイオニック・ウーマン』では、ヒロインの妹である耳の聞こえない少女を演じた。しかし、2007年6月27日TV Guideは、ホイットマンがこの役を降板し、7月からはルーシー・ヘイル(Lucy Hale)が代役を務めると発表した。NBCの広報関係者は「これは制作上の問題です。ストーリーラインやキャラクターやキャストなどがパイロットと違うのはよくあることです。」と話した。キャスト変更後にキャラクターの耳が聞こえるようになったのは、NBC上層部の意見によるものである。
『LAW & ORDER:性犯罪特捜班』の第9シーズン"Streetwise"では、ストリートチルドレンたちを養子に迎えてホームレスの一家を作った女性を演じた。 
『アバター 伝説の少年アン』では水の部族の心やさしき少女カタラを演じた一方で、その前に放送された『アメリカン・ドラゴン』では主人公の敵であるハンツガールことローズを演じた。
また、HBOのテレビ番組『In Treatment』でもロージーという名の少女を演じた。
ディズニー映画『ティンカー・ベル』の宣伝の一環として、イギリスの電話時報サービスでは2008年10月26日（日曜日） 01：00GMTから、彼女の声が使われていた。
ホイットマンはエドガー・ライト監督の『スコット・ピルグリムVS.邪悪な元カレ軍団』（原作：ブライアン・リー・オマーリー）にロックシー・リックター役で出演することが報じられた。

## 出演作品

### 映画
| 公開年 | 邦題 原題                                                                   | 役名                     | 備考             |
| ------ | --------------------------------------------------------------------------- | ------------------------ | ---------------- |
| 1994   | 男が女を愛する時 When a Man Loves a Woman                                   | ケイシー・グリーン       |                  |
| 1995   | バイバイ・ラブ Bye Bye Love                                                 | ミシェル                 |                  |
| 1995   | DEGREE OF GUILT ディグリー・オブ・ギルト Degree of Guilt                    | エレナ・アルゴス         | テレビ映画       |
| 1996   | インデペンデンス・デイ Independence Day                                     | パトリシア・ホイットモア |                  |
| 1996   | 素晴らしき日 One Fine Day                                                   | マギー・テイラー         |                  |
| 1998   | 相続人 The Gingerbread Man                                                  | リビー                   |                  |
| 1998   | 微笑みをもう一度 Hope Floats                                                | バニース・プルーイット   |                  |
| 2001   | アメリカン・ラプソディ An American Rhapsody                                 | 10歳の頃のマリア         |                  |
| 2003   | ジャングル・ブック2 The Jungle Book 2                                       | シャンティ               | アニメ、声の出演 |
| 2006   | 警察署長 ジェッシイ・ストーン 湖水に消える Jesse Stone: Death in Paradise   | エミリー・ビショップ     | テレビ映画       |
| 2007   | 新・暗くなるまで待って Lost in the Dark                                     | エイミー                 |                  |
| 2007   | ブギーマン2 憑依 Boogeyman 2                                                | アリソン                 |                  |
| 2008   | ティンカー・ベル Tinker Bell                                                | ティンカー・ベル         | アニメ、声の出演 |
| 2008   | 最後の初恋 Nights in Rodanthe                                               | アマンダ                 |                  |
| 2009   | スプリング・ブレイクダウン Spring Breakdown                                 | リディア                 |                  |
| 2009   | ティンカー・ベルと月の石 Tinker Bell and the Lost Treasure                  | ティンカー・ベル         | アニメ、声の出演 |
| 2010   | 警察署長 ジェッシイ・ストーン 非情の影 Jesse Stone: No Remorse              | エミリー・ビショップ     | テレビ映画       |
| 2010   | ティンカー・ベルと妖精の家 Tinker Bell and the Great Fairy Rescue           | ティンカー・ベル         | アニメ、声の出演 |
| 2010   | スコット・ピルグリムVS.邪悪な元カレ軍団 Scott Pilgrim vs. the World         | ロキシー・リヒター       |                  |
| 2011   | ピクシー・ホロウ・ゲームズ 妖精たちの祭典 Pixie Hollow Games                | ティンカー・ベル         | アニメ、声の出演 |
| 2012   | ティンカー・ベルと輝く羽の秘密 Tinker Bell: Secret of the Wings             | ティンカー・ベル         | アニメ、声の出演 |
| 2012   | ウォールフラワー The Perks of Being a Wallflower                            | メアリー・エリザベス     |                  |
| 2012   | コレクター The Factory                                                      | アビー・フレッチャー     |                  |
| 2014   | ティンカー・ベルとネバーランドの海賊船 The Pirate Fairy                     | ティンカー・ベル         | アニメ、声の出演 |
| 2014   | ティンカー・ベルと流れ星の伝説 Tinker Bell and the Legend of the NeverBeast | ティンカー・ベル         | アニメ、声の出演 |
| 2015   | THE DUFF/ダメ・ガールが最高の彼女になる方法 The Duff                        | ビアンカ・パイパー       |                  |
| 2015   | Freaks of Nature                                                            |                          |                  |
| 2017   | チップス 白バイ野郎ジョン&パンチ再起動!? CHiPs                              | ビービー                 |                  |
| 2018   | 24時間ずっとLOVE Duck Butter                                                | エレン                   |                  |

### テレビシリーズ
| 放映年    | 邦題 原題                                                                  | 役名                     | 備考                                                |
| --------- | -------------------------------------------------------------------------- | ------------------------ | --------------------------------------------------- |
| 1996      | フレンズ Friends                                                           | サラ                     | 第3シーズン第10話「レイチェルのトラバーユ」         |
| 1996-1999 | シカゴ・ホープ Chicago Hope                                                | サラ・ウィルメット       | 17エピソード                                        |
| 1998-2001 | 犯罪捜査官ネイビーファイル JAG                                             | クロエ・マディソン       | 8エピソード                                         |
| 1999      | プロビデンス Providence                                                    | フランシス・カーライル   | 2エピソード                                         |
| 2001-2002 | マイ・スイート・メモリーズ State of Grace                                  | エマ・グレイス・マッキー | 40エピソード                                        |
| 2004-2006 | アレステッド・ディベロプメント Arrested Development                        | アン・ヴィール           | 12エピソード                                        |
| 2004      | コールドケース 迷宮事件簿 Cold Case                                        | エヴァ・ケンダル         | シーズン1 第23話 "湖畔"                             |
| 2004      | CSI:科学捜査班 CSI: Crime Scene Investigation                              | グリニス・カーソン       | シーズン5 第10話 "子供たちの戦場"                   |
| 2006      | THIEF/シーフ Thief                                                         | タミー                   | ミニシリーズ                                        |
| 2006      | デスパレートな妻たち Desperate Housewives                                  | サラ                     | シーズン3 第5話 "破壊の女神たち"                    |
| 2007      | グレイズ・アナトミー 恋の解剖学 Grey's Anatomy                             | ヘザー・ダグラス         | 2エピソード                                         |
| 2007      | BIONIC WOMAN バイオニック・ウーマン Bionic Woman                           | ベッカ・ソマーズ         | 未放映パイロットのみ                                |
| 2007      | ゴースト 天国からのささやき Ghost Whisperer                                | レイチェル・フォーダム   | シーズン3 第2話 "血まみれメアリー"                  |
| 2007      | ER緊急救命室 ER                                                            | ヘザー                   | シーズン14 第6話 "うぬぼれと未熟"                   |
| 2008      | LAW & ORDER:性犯罪特捜班 Law & Order: Special Victims Unit                 | キャシディ・コーネル     | シーズン9 第11話 "家族の掟"                         |
| 2008-2010 | In Treatment                                                               | ロージー                 | 5エピソード                                         |
| 2009      | クリミナル・マインド FBI行動分析課 Criminal Minds                          | ジュリー                 | シーズン5 第5話 "墓場のゆりかご"                    |
| 2010-2013 | Parenthood                                                                 | アンバー・ホルト         | 68エピソード                                        |
| 2012      | Weeds ママの秘密 Weeds                                                     | トゥラ                   | シーズン8 第3話 "See Blue and Smell Cheese and Die" |
| 2013      | マスターズ・オブ・セックス Masters of Sex                                  | 患者                     | シーズン1 第3話 "Standard Deviation"                |
| 2016      | ギルモア・ガールズ：イヤー・イン・ライフ Gilmore Girls: A Year in the Life | マーシー                 | エピソード: "Spring"                                |
| 2018-     | グッドガールズ: 崖っぷちの女たち Good Girls                                | アニー・マークス         |                                                     |

### テレビアニメ
| 放映年         | 邦題 原題                                                                       | 役名                                                           | 備考                                   |
| -------------- | ------------------------------------------------------------------------------- | -------------------------------------------------------------- | -------------------------------------- |
| 1996           | ダックマン Duckman                                                              | ベービー・ローズ                                               | シーズン3 第5話 "Sperms of Endearment" |
| 1997-2004      | ジョニー・ブラボー Johnny Bravo                                                 | スージー                                                       | 52エピソード                           |
| 1997           | スーパーマン Superman: The Animated Series                                      | ロイス・レーン(子供時代)                                       | シーズン2 第12話 "モンキー・パニック"  |
| 2000           | ゴジラ ザ・シリーズ Godzilla: The Series                                        | メグ                                                           | エピソード: "鉱山の少女メグ"           |
| 2005-2007      | アメリカン・ドラゴン American Dragon: Jake Long                                 | ローズ / ハンツガール                                          | 19エピソード                           |
| 2005-2008      | アバター 伝説の少年アン Avatar: The Last Airbender                              | カタラ                                                         | 61エピソード                           |
| 2008-2013      | ファミリー・ガイ Family Guy                                                     |                                                                | 27エピソード                           |
| 2010           | バットマン:ブレイブ&ボールド Batman: The Brave and the Bold                     | バーバラ・ゴードン / バットガール                              | 2エピソード                            |
| 2012-2013      | ヤング・ジャスティス Young Justice                                              | キャシー・サンズマーク / ワンダーガール ステファニー・ブラウン | 6エピソード                            |
| 2012-2017      | ティーンエイジ・ミュータント・ニンジャ・タートルズ Teenage Mutant Ninja Turtles | エイプリル・オニール                                           | 93エピソード                           |
| 2012 2015-2018 | ヒックとドラゴン DreamWorks Dragons                                             | ヘザー                                                         | 36エピソード                           |
| 2013-2014      | アメリカン・ダッド American Dad!                                                | グリッター / ゾーイー                                          | 3エピソード                            |
| 2015-2018      | ヒックとドラゴン: 新たな世界へ! Dragons: Race to the Edge                       | ヘザー                                                         | 34エピソード                           |
| 2015-2018      | DCスーパーヒーロー・ガールズ DC Super Hero Girls                                | バーバラ・ゴードン / バットガール                              | 54エピソード                           |
| 2017           | ヴォルトロン Voltron: Legendary Defender                                        | プラクサム                                                     | シーズン2 第2話 "The Depths"           |
| 2020-          | アウルハウス The Owl House                                                      | アミティ・ブライト                                             |                                        |

### コンピュータゲーム
| 発売年 | 邦題 原題                                                         | 役名                               | 備考     |
| ------ | ----------------------------------------------------------------- | ---------------------------------- | -------- |
| 2004   | エバークエスト2 EverQuest II                                      | Lilly Ironforge / Thana Rumblehoof | 声の出演 |
| 2005   | キングダム ハーツII                                               | ユフィ・キサラギ                   | 声の出演 |
| 2006   | Cartoon Network Racing                                            | Little Suzy                        | 声の出演 |
| 2006   | ダージュ オブ ケルベロス ファイナルファンタジーVII                | ユフィ・キサラギ                   | 声の出演 |
| 2006   | Avatar: The Last Airbender                                        | カタラ                             | 声の出演 |
| 2007   | The Legend of Spyro: The Eternal Night                            | Cynder                             | 声の出演 |
| 2007   | Avatar: The Last Airbender – The Burning Earth                    | カタラ                             | 声の出演 |
| 2008   | Avatar: The Last Airbender – Into the Inferno                     | カタラ                             | 声の出演 |
| 2011   | Nicktoons MLB                                                     | カタラ                             | 声の出演 |
| 2014   | ディズニー インフィニティ2.0 Disney Infinity: Marvel Super Heroes | ティンカー・ベル                   | 声の出演 |
| 2017   | Prey                                                              | ダニエル・ショー                   | 声の出演 |

## 歌
"I Heard The Bells On Christmas Day"、"You Make Christmas Feel So Good" ： en:School's Out! Christmasにて使用

## 注
1. ↑  マイケル・ブルース の恋人